# Marcellin Pierre Eugène Berthelot
Marcellin Pierre Eugène Berthelot (25 d'octubre de 1827 - 18 de març de 1907), va ser un químic i polític francès. Considerat un dels més importants químics de tots els temps, va destacar en el camp de la termoquímica on és conegut pel principi de Thomsen-Berthelot. També va sintetitzar molts compostos orgànics a partir de substàncies inorgàniques desmentint així la teoria del vitalisme. Volia que dels seus descobriments se'n beneficiés no només l'estat francès sinó tota la humanitat.
Berthelot estava convençut que la síntesi química revolucionaria la indústria alimentària cap a l'any 2000, i que els aliments sintètics substituirien camps i pastures. “¿Per què no”, es preguntava, “si s'acaba comprovant que és més econòmic i raonable [avui diríem sostenible] fabricar els mateixos elements que no pas fer-los créixer?”

## Biografia
Nascut a la Rue du Mouton de París, va ser fill d'un metge, republicà convençut. Va ser un estudiant brillant al Lycée Henri-IV, on va estudiar història i filosofia. Després va estudiar a la Facultat de París. Va començar la seva investigació en el laboratori privat de Théophile Jules Pelouze, on va poder experimentar a voluntat. Després es va incorporar al Col·legi de França com ajudant d'Antoine Jérôme Balard, el seu antic mestre, el 1851.
Igual que molts altres químics del seu temps, Berthelot va iniciar la seva recerca sobre els compostos orgànics de naturalesa bastant complexa. Va obtenir el seu doctorat en 1854 amb la seva tesi Sur les combinaisons de la glycérine avec les acides sobre l'estructura i la síntesi dels greixos i les combinacions d'àcids amb glicerol. Berthelot va realitzar la síntesi de molts de compostos però els seus interessos també es varen estendre a estudis històrics relacionats amb l'alquímia i la química.
Berthelot va ser professor de l'Escola Superior de Farmàcia en 1859, professor de química orgànica al Col·legi de França el 1865, un lloc que es va crear especialment per a ell. Va ser Inspector General d'Educació Superior el 1876.
El 1863 esdevingué membre de l'Académie Nationale de Médecine; i va ser guardonat amb la Gran Creu de la Legió d'Honor. Fou elegit membre honorari estranger de l'American Academy of Arts and Sciences el 1880. Va ser Ministre d'Educació i Belles Arts, del 11 de desembre de 1886 al 17 de maig de 1887, al govern de René Globet, i Ministre de Relacions Exteriors, de l'1 de novembre de 1895 al 23 d'abril de 1896, al govern de Léon Bourgeois.
En els darrers anys de la seva vida va ser un important promotor de la llengua auxiliar esperanto. Va ser membre del comitè de patrons de la Internacia Scienca Asocio Esperantista (ISAE), on el general Hippolyte Sebert n'era el president.

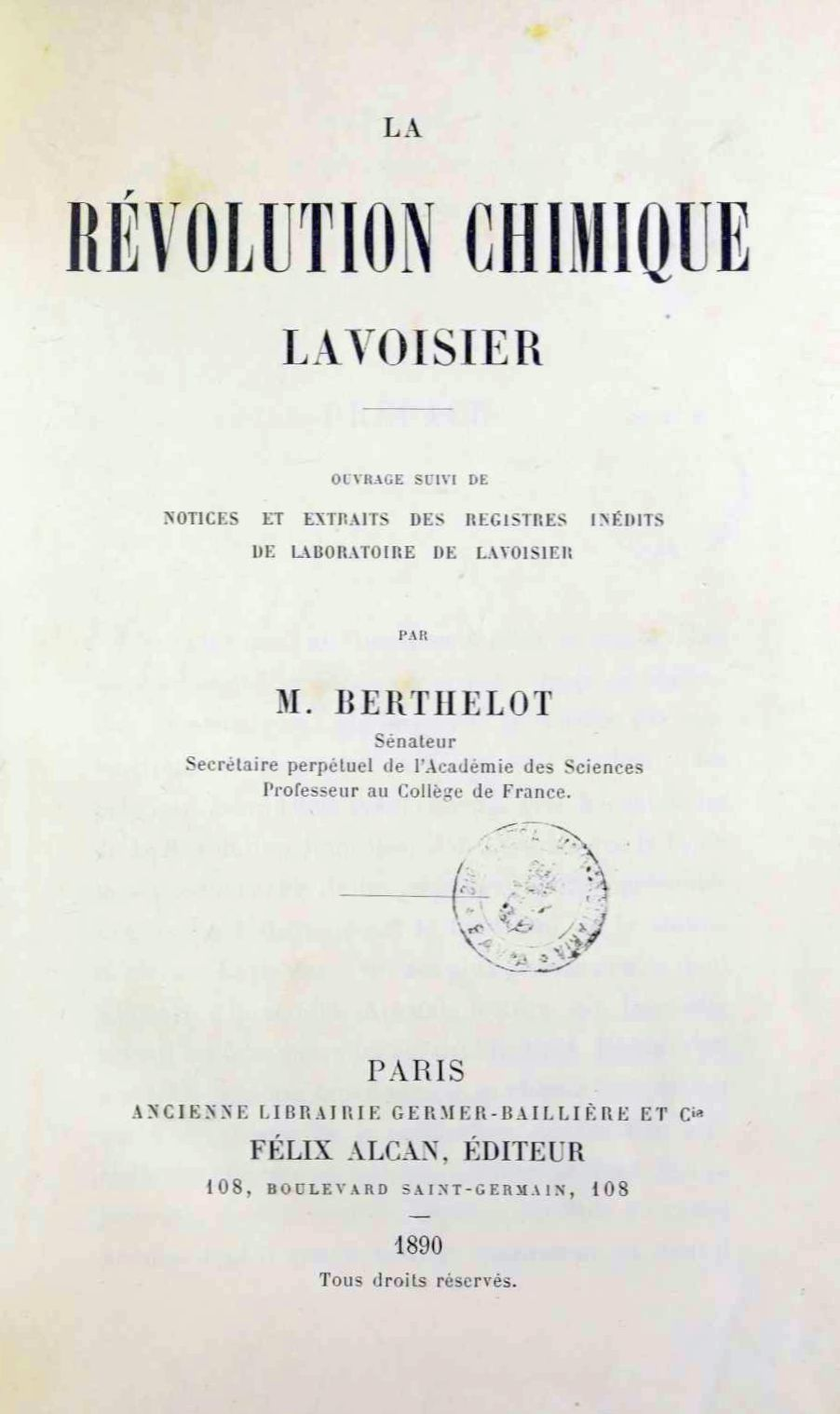
La Révolution chimique, 1890